# Gravity of Love
Gravity of Love è un singolo del gruppo musicale tedesco Enigma, pubblicato nel 1999 ed estratto dall'album The Screen Behind the Mirror. Il video è stato girato a Villa Wagner I (progettato dal famoso architetto Otto Wagner) a Penzing, un quartiere di Vienna, Austria.

## Tracce
1. Radio Edit – 3:58
2. Judgement Day Club Mix (Remixed Peter Ries and TAAW) – 6:12
3. Dark Vocal Club Mix (Remixed by W. Filz for La Danza Production) – 6:36